# Canton de Bourbourg
Pour les articles homonymes, voir Bourbourg (homonymie).
Le canton de Bourbourg est un ancien canton français, situé dans le département du Nord et la région Nord-Pas-de-Calais.
Créé par le décret du 22 décembre 1789, il existe jusqu'en 2014, date à laquelle il disparait à la suite du redécoupage cantonal, les communes le composant dont Bourbourg se retrouvant pour la moitié d'entre elles dans le canton de Grande Synthe.

## Composition
Le canton  regroupait les communes suivantes :
| Nom                   | Code Insee | Intercommunalité        | Population (dernière pop. légale) |
| --------------------- | ---------- | ----------------------- | --------------------------------- |
| Bourbourg (chef-lieu) | 59094      | CU de Dunkerque         | 7 069 (2014)                      |
| Brouckerque           | 59110      | CC des Hauts de Flandre | 1 300 (2014)                      |
| Cappelle-Brouck       | 59130      | CC des Hauts de Flandre | 1 142 (2014)                      |
| Drincham              | 59182      | CC des Hauts de Flandre | 249 (2014)                        |
| Holque                | 59307      | CC des Hauts de Flandre | 902 (2014)                        |
| Looberghe             | 59358      | CC des Hauts de Flandre | 1 196 (2014)                      |
| Millam                | 59402      | CC des Hauts de Flandre | 802 (2014)                        |
| Saint-Momelin         | 59538      | CC des Hauts de Flandre | 465 (2014)                        |
| Saint-Pierre-Brouck   | 59539      | CC des Hauts de Flandre | 1 002 (2014)                      |
| Spycker               | 59576      | CU de Dunkerque         | 1 717 (2014)                      |
| Watten                | 59647      | CC des Hauts de Flandre | 2 536 (2014)                      |
| Wulverdinghe          | 59664      | CC des Hauts de Flandre | 319 (2014)                        |

## Histoire
- Les conseillers généraux sont élus au suffrage direct depuis 1833 (suffrage restreint, puis suffrage universel masculin à partir de 1848, et suffrage universel depuis 1945), à la suite des décisions prises au XIXe siècle au sujet des cantons.

## Représentation
| Période                        | Identité                       | Parti                  | Qualité |
| ------------------------------ | ------------------------------ | ---------------------- | --- |
| 1833-1848                      | François-Louis-Auguste Ferrier |                        | Directeur des Douanes de Dunkerque, Pair de France de 1841 à 1848 , Président du Conseil général du Nord de 1834 à 1838 et de 1840 à 1845, Conseiller général du Canton de Gravelines de 1833 à 1848. |
| 1848-1876 (décès)              | Edmond de Coussemaker          |                        | Juge de Paix à Lille, Maire de Bourbourg de 1874 à 1876. |
| 1876-1882 (démission)          | Louis Demeuninck               |                        | Maire de Bourbourg ville de 1843 à 1848 puis e 1852 à 1874 . |
| 1882-1905 (décès)              | Edmond Duriez                  | Radical Modéré         | Distillateur, Maire de Bourbourg-Campagne de 1882 à 1888. |
| 1906-1910                      | Henry Cochin                   | Action libérale        | Député de la 2e circonscription de Dunkerque de 1893 à 1902, Député de la 2e circonscription de Dunkerque de 1902 à 1914 Maire de Saint-Pierre-Brouck de 1889 à 1910.                                 |
| 1910-1918                      | Claude Cochin                  | Action libérale        | Député de la 2e circonscription de Dunkerque de 1914 à 1918,. |
| 1919-1922                      | Paul Dufour                    | Républicain            | Avocat. |
| 1922-1941 (démission d'office) | Isaïe Blondé                   | Radical-Socialiste     | Maire de Saint-Pierre-Brouck de 1935 à 1941 et de 1944 à 1946, Président fondateur de la Caisse de Crédit agricole de Bourbourg Révoqué par le Gouvernement de Vichy                                  |
|                                |                                |                        | |
| 1943-1945                      | Eugène Decrocq                 |                        | Cultivateur Conseiller d'arrondissement, maire de Bourbourg-Campagne Nommé conseiller départemental en 1943                                                                                           |
|                                |                                |                        | |
| 1945-1958                      | Jean Vilain                    | MRP                    | Industriel Maire de Bourbourg de 1947 à 1965. |
| 1958-1983                      | Jean Varlet                    | SFIO puis PS           | Employé de presse, Sénateur du Nord de 1974 à 1983, Maire de Bourbourg de 1965-1975 puis de 1978 à 1983.                                                                                              |
| 1983-1994                      | Olivier Varlet                 | PS                     | Maire de Bourbourg de 1983 à 1995. |
| 1994-2015                      | Jean-Pierre Decool             | RPR puis apparenté UMP | Professeur Député de la Quatorzième circonscription du Nord de 2002 à 2017, Maire de Brouckerque de 1990 à 2014.                                                                                      |

### Conseillers d'arrondissement de 1833 à 1940
| Période | Période      | Identité                                          | Étiquette   | Qualité |
| ------- | ------------ | ------------------------------------------------- | ----------- | --- |
| 1833    | 1842 (décès) | Adolphe Aimé Vercoustre (1801-1842)               |             | Propriétaire à Bourbourg                                                                                    |
| 1842    | 1848         | Maximilien Joseph Vandenbroucque ainé (1793-1894) |             | Propriétaire à Bourbourg                                                                                    |
|         |              |                                                   |             | |
| 1871    | 1895         | Frédéric Vercoustre (1816-1897)                   | Républicain | Propriétaire à Bourbourg, Président de la société des wateringues                                           |
| 1895    | 1901         | Ovide Meesemaecker (1849-1920)                    |             | Cultivateur à Looberghe                                                                                     |
| 1901    | 1913 (décès) | Adolphe Vandesmet (1846-1913)                     | Libéral     | Filateur, maire de Watten                                                                                   |
| 1913    | 1919         | siège vacant                                      |             | |
| 1919    | 1937 (décès) | Charles Vilain (1880-1937)                        | FR          | Agriculteur, malteur et industriel dans la chicorée à Bourbourg                                             |
| 1937    | 1940         | Eugène Decroocq                                   | FR          | Cultivateur, maire de Bourbourg-Campagne                                                                    |
| 1940    |              |                                                   |             | Les conseils d'arrondissement ont été suspendus par la loi du 12 octobre 1940 et n'ont jamais été réactivés |

## Démographie
| 1962   | 1968   | 1975   | 1982   | 1990   | 1999   | 2006   | 2011   | 2012   |
| ------ | ------ | ------ | ------ | ------ | ------ | ------ | ------ | ------ |
| 15 057 | 14 923 | 17 152 | 18 230 | 18 065 | 17 761 | 17 958 | 18 553 | 18 496 |

### Pyramide des âges
Comparaison des pyramides des âges du Canton de Bourbourg et du département du Nord en 2006
| Hommes | Classe d’âge   | Femmes |
| ------ | -------------- | ------ |
| 0,1    | 90 ans et plus | 0,9    |
| 4,2    | 75 à 89 ans    | 8      |
| 11     | 60 à 74 ans    | 12     |
| 21,5   | 45 à 59 ans    | 20,9   |
| 22,4   | 30 à 44 ans    | 20,8   |
| 18,8   | 15 à 29 ans    | 17     |
| 22     | 0 à 14 ans     | 20,3   |

| Hommes | Classe d’âge   | Femmes |
| ------ | -------------- | ------ |
| 0,2    | 90 ans et plus | 0,8    |
| 4,3    | 75 à 89 ans    | 7,9    |
| 10,3   | 60 à 74 ans    | 11,9   |
| 19,7   | 45 à 59 ans    | 19,4   |
| 21,1   | 30 à 44 ans    | 20,1   |
| 22,6   | 15 à 29 ans    | 21     |
| 21,6   | 0 à 14 ans     | 19     |